# Bad Day at Cat Rock
«Bad Day at Cat Rock» (с англ. — «Кошачья невезуха; Кошки-мышки на стройплощадке; Камень преткновения; Неудачный день кошачьи судьбе; Плохой день в жизни кота») — 136-й мультфильм в серии короткометражек «Том и Джерри». Дата выпуска: 1965 год. Это 9 серия из 34 эпизодов Чака Джонса.

## Сюжет
Том и Джерри оказываются на стройке. Том, пытаясь поймать Джерри, вырисовывает глазами пунктирные линии, по которым он как канатоходец идет по ним. Джерри вырисовывает глазами те же линии в виде ступенек, по которым он поднимается на верх каркаса и скидывает Тома вместе с ними в открытый канализационный люк.
Том идет по канализации, освещая пути спичками, одна из которых поджигает фитиль динамита. Том от взрыва взлетает ввысь, врезавшись в металлическую балку головой, на одной из которых Джерри стоял на ней. Джерри отлетает вверх, ударившись головой об соседнюю балку, и, проявив «милосердие», ухватывается за хвост Тома, стягивая с него шкуру, для использования в качестве парашюта для мягкой посадки. Полуголый Том, полный ярости, пристально поглядывает на Джерри и вытягивает свою шкуру назад, чтобы надеть её обратно. Том проделывает несколько шагов, пока не убедился, что его хвост не был натянут на шкуру. Том вытягивает свой хвост и снова вылетает из своей шкуры.
Том и Джерри продолжают погоню. Джерри обнаруживает жёлтую перчатку и прячется в ней. Том продолжает гнаться за Джерри, что тот, уже в перчатке «свистит» как полицейский, идет к Тому, протягивает ему руку и указывает пальцем направо. Том задумывается, глядя на это зрелище, а Джерри словно кулаком бьет ему по морде. Том встает и размахивает на Джерри кулаками, заставляя его сдаться, и пожимает ему руку. Джерри переворачивает Тома, ударив его об крайнюю часть металлической балки, которую он рассекает паяльником, в результате чего Том переворачивается с головы на ноги и приземляется без видимых повреждений, но со спущенной вниз массой тела.
Джерри скользит вниз к земле по канату и Том гонится за ним в куче столбов. Они начинают высовывать головы из деревянных столбов. Том, заметив спину Джерри, сунул сзади гвоздь, которым он причинил себе боль, но не Джерри. Том, прыгнув от боли, ударяется об металлическую балку и падает на бревно. Обеспокоенный Джерри посвистывает ему.
Том c помощью валуна и металлической балки делает своеобразные качели, чтобы попытаться поймать Джерри. Каждая его попытка насмарку.
Попытка 1: Том бросает валун на другой конец качелей, но наклоняется слишком сильно и Том отлетает вперед, врезавшись в часть каркаса.
Попытка 2: Том бросает валун вверх и сплющивает себя. Уши Джерри гремят от удара.
Попытка 3: Том бросает валун на другой конец, но он приземляется туда и кувыркается несколько раз, снова сплющив его. Джерри обеспокоен.
Попытка 4: Том бросает валун вверх, который сгибает балку под углом в 90° и он отлетает, упав животом на валун. Джерри уныло ходит кругами.
Попытка 5: Том бросает валун и сгибает балку вместе с Томом вокруг себя, став как колба. Тем временем, Джерри пинает камешек, который попадает в банку с краской. Джерри обнаруживает место, куда попал камешек и готовится писать на доске.
Попытка 6: Том бросает валун и удирает к безопасному бункеру. Когда Том увидел, что валун отлично приземлился, он прыгает на другой конец и балка после падения валуна катапультирует его вверх, в результате чего он ударяется головой об каркас и снова падает на качели, а валун его расплющивает.
В то же время, Джерри рисует надпись «The End» на доске и показывает её крупным планом.

## Интересные факты
- Название «Bad Day at Cat Rock» является отсылкой на фильм «Bad Day at Black Rock» («Плохой день в Блэк Роке»), хотя сюжет этого эпизода никакого отношения к фильму не имеет.